# Sansepolcro
Sansepolcro é uma comuna italiana da região da Toscana, província de Arezzo, com cerca de 15 693 habitantes. Estende-se por uma área de 91,48 km², tendo uma densidade populacional de 172 hab/km². Faz fronteira com Anghiari, Badia Tedalda, Borgo Pace (PU), Citerna (PG), Città di Castello (PG), Pieve Santo Stefano, San Giustino (PG).

## Demografia
| Variação demográfica do município entre 1861 e 2011                               |
|                                                                                   |
| Fonte: Istituto Nazionale di Statistica (ISTAT) - Elaboração gráfica da Wikipedia |